# Il signore dei gatti
Il signore dei gatti è il quarto album del cantautore italiano Mauro Pelosi, pubblicato dall'etichetta discografica Polydor nel 1979.
L'album è prodotto, composto e arrangiato dallo stesso interprete.
Dal disco viene tratto il singolo Al passo del lupo/La voglia di....

## Tracce

### Lato A
1. Il signore dei gatti
2. Greenwood Creek
3. Dopoguerra
4. Al passo del lupo
5. Laghi di città

### Lato B
1. Il poeta
2. Jack
3. Viale Ortles
4. Passano gli anni
5. La voglia di...

## Formazione
- Mauro Pelosi – voce
- Gilberto Ziglioli – chitarra acustica, chitarra elettrica, banjo
- Dino D'Autorio – basso
- Mauro Spina – batteria
- Alberto Mompellio – pianoforte
- Claudio Bazzari – chitarra acustica, chitarra elettrica
- Gaetano Leandro – organo Hammond, ARP, tastiera
- Maurizio Preti – percussioni, tabla
- Luciano Ninzatti – chitarra acustica, chitarra elettrica
- Lucio Fabbri – violino
- Claudio Pascoli – sassofono soprano, sassofono tenore
- Fabio Treves – armonica